# Fresh Meadow Country Club
De Fresh Meadow Country Club is een countryclub in de Verenigde Staten. De club werd opgericht in 1923 en bevindt zich in Great Neck, New York. De club beschikt over een 18-holes golfbaan en werd ontworpen door de golfbaanarchitect A.W. Tillinghast.

## Golftoernooien
Het eerste golftoernooi dat de club ontving was het PGA Championship, in 1930. Het volgende toernooi was het US Open, in 1932.
De lengte van de baan voor de heren is 6309 met een par van 70. De course rating is 72,7 en de slope rating is 138.
- PGA Championship: 1930[4]
- US Open: 1932[4]

## Trivia
Naast een golfbaan beschikt de club ook over vier tennisbanen.